# Tableau blanc interactif
Pour les articles homonymes, voir TBI, TNI et TPI.
Pour un article plus général, voir Technologies de l'information et de la communication pour l'éducation.
 (novembre 2022).
 (mai 2018).

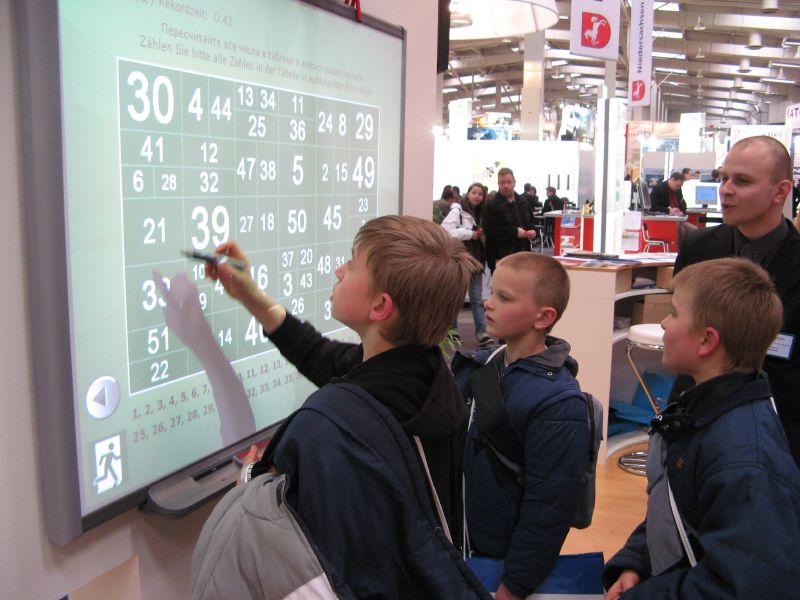
Examen d'un tableau blanc interactif par des visiteurs du CeBIT de Hanovre en 2007

Un tableau blanc interactif (TBI), également appelé tableau numérique interactif (TNI) ou tableau pédagogique interactif (TPI), est l'équivalent d'une tablette graphique blanche (le « tableau ») reliée à un ordinateur dont l’image est projetée sur le tableau par un vidéoprojecteur. Les utilisateurs interagissent sur le tableau par l'intermédiaire d'un stylet ou, pour les modèles tactiles, simplement à l’aide de leurs doigts (faisant office de souris). Il existe aussi des dispositifs mobiles facilement transportables ainsi que des vidéoprojecteurs interactifs permettant de rendre une surface classique (en général un tableau blanc) interactive.
Le tableau pédagogique interactif est utilisé dans de nombreux établissements scolaires. Il peut être utilisé dans de nombreux domaines d'apprentissage. Le TPI s'inscrit dans le cadre de la mise en place des TIC et des TICE.

## Histoire
La société américaine Rank-Xerox, basée dans le Connecticut, a inventé le tableau blanc interactif (TBI) à la fin des années 1980. C’est plus précisément au Xerox Parc de Palo Alto que le premier « LiveBoard » a vu le jour en 1988. Le TBI avait alors pour objectif de permettre le travail collaboratif à distance.
Dès 1991, la société Smart Technologies, dont le siège social se trouve à Calgary au Canada, commercialise les tout premiers TBI. Jusqu’alors destinés aux entreprises, les TBI ont progressivement été diffusés dans le milieu scolaire pour des utilisations pédagogiques.

## Domaine scolaire

### Utilisation efficace
La transition du tableau conventionnel au TBI a apporté de nouvelles pratiques pédagogiques, en rendant les projections plus interactives, créatives et ludiques, notamment par l'ajout de contenu multimédia ou didactiques (schémas/images).
Selon la Carte des habiletés et de l’utilisation du TBI en salle de classe, « c'est dans la façon de l'utiliser en interaction avec les élèves, en la mettant à profit dans des situations collaboratives et en la plaçant au centre de l'apprentissage (changement de paradigme du renouveau pédagogique) que cette technologie deviendra alors un outil ouvert sur le monde et ouvert sur la classe. »
Pour une utilisation efficace du TBI, le laboratoire du LUTIN préconise de veiller aux 3 éléments suivants : la visibilité, la lisibilité et la compréhension.
Pour la visibilité, trois paramètres sont à prendre en compte : 
- La luminance (niveau de visibilité des informations du document), qui a pour objectif de ne pas éblouir le lecteur ;
- Le contraste, qui a pour but d'améliorer la lisibilité en privilégiant l'écriture noire sur fond blanc ;
- La réflectance (dépendante des lumières parasites venant de l'extérieur) : il faut placer l'écran de manière à éviter les reflets, à une distance raisonnable, et surtout à adapter selon le lecteur.

Pour la lisibilité, certains paramètres tels que la typographie ou la taille de police d'écriture auront un impact important sur l'attention et la fatigue visuelle de l'auditoire.
Il faut cependant noter que l'utilisation du TBI peut ne pas être adaptée à toutes les matières ou exercices proposés.
En comparaison à un rétroprojecteur, le tableau blanc interactif peut servir de tablette, malgré le clavier qui est séparé du TBI.
Il y a tout de même des limites à prendre en compte, car il s’agit d’un outil interactif et non tactile. Il y a par exemple des restrictions d'accès à certains sites et le partage de certains documents.
Le tableau blanc interactif est donc un outil considéré comme très varié, car il est capable de prendre la place d’un tableau noir, d’un projecteur en affichant des diapositives ou encore de cahier virtuel.

### Études sur l'utilisation du TBI en milieu scolaire
Le TBI est utilisé dans les classes de plusieurs pays, comme le Royaume-Uni (en 2009, 95 % des classes disposent d'un TBI), le Mexique et les États-Unis et une trentaine d'autres pays dont la France, la Russie, l'Autriche, la Grèce, l'Irlande, les Pays-Bas ou la Lituanie, le Canada et également la Suisse.
Par exemple, le projet européen iTilt lancé par Linguapolis, l'institut pour le langage et la communication d'Antwerp (Belgique), repose sur l'étude de l'utilisation du TBI lors de l'enseignement des langues et tente de globaliser son installation dans les classes.
La ville d'Élancourt (Yvelines) fut la première ville de France à avoir testé le TBI. Dans l'école Jean De La Fontaine, ce tableau a été utilisé par des enfants et des professeurs depuis 2007. En 2008, les élèves ont été filmés en cours de géographie pour présenter ce tableau. En 2009, une classe de CM2 de la même école est filmée en cours d'anglais. Les élèves suivaient une visioconférence avec un professeur d'anglais qui les voyait à l'aide d'une webcam.
Menée auprès d'enseignants, l’enquête de Gary Beauchamp Teacher Use of the Interactive Whiteboard in Primary Schools - towards an effective transition framework, démontre que la majorité d'entre eux utilisant le TBI, que celui-ci avait un impact important sur "le développement des compétences et l’acquisition des connaissances" pour l’élève, ainsi que sur leur motivation. Gary Beauchamp, dans cette recherche, pose le problème de l'adaptation des méthodes d'enseignement par les professeurs passant d'un tableau blanc/noir à un tableau interactif. Il avance que les équipements numériques et technologiques sont de plus en plus présents dans notre vie quotidienne et qu'il est donc important d'adapter les méthodes d'enseignement aux outils avec lesquels grandissent désormais les nouvelles générations. Il base son étude sur des observations en classe et sur des interviews lors desquelles des enseignants sont classés selon leur mode d'utilisation du TBI. 
L'étude de Gary Beauchamp lui permet de définir des « stades d'avancement » lors de la familiarisation avec cet outil : 
- L'utilisateur novice : les enseignants commencent par utiliser le TBI comme un tableau traditionnel, en se limitant souvent à l'écriture ou au dessin. Cette simple substitution du TBI au tableau blanc/noir ne permet pas d'adapter l'enseignement à la nouvelle technologie.
- L'utilisateur apprenti : à ce stade, l'enseignant utilise des fonctionnalités du TBI et mobilise ses compétences informatiques existantes, par exemple à travers la projection de diaporamas ou la sauvegarde des cours présentés.
- L'utilisateur initié : à partir de ce stade, la familiarité avec le TBI permet d'enrichir l'enseignement en exploitant la diversité d'outils et adaptent leurs méthodes à ces nouvelles possibilités.
- L'utilisateur avancé : l'enseignant est capable de concevoir de nouvelles ressources pédagogiques interactives et/ou multimédia pour impliquer les élèves dans un apprentissage actif et volontaire.
- L'utilisateur synergique : l'offre pédagogique du TBI occulte ses prérequis techniques, les interactions avec le TBI sont intuitives et permettent à l'élève d'exprimer sa pensée. Ce stade d'avancement suppose un apprentissage flexible où l'élève peut influencer la direction de l'enseignement, en restant toutefois dans le cadre posé par l'enseignant.

Cette étude, en plus de souligner les possibilités offertes par le TBI, expose le besoin de soutien et de formation des enseignants tant sur les capacités techniques que pour l'intégration pédagogique de l'outil dans l'optique d'améliorer l'apprentissage et l'implication des élèves.

### Domaines d'apprentissage
Dans tous les domaines d'apprentissage, on peut avoir recours au tableau : les sciences, le français, les arts, la musique, etc. Cependant, certaines matières restent plus faciles à enseigner à l'aide des anciennes méthodes que d'autres, en particulier les langues (allemand, anglais, etc.)[réf. nécessaire].
Parfois, seul le vidéoprojecteur sera utilisé comme support de cours, à d'autres moments on utilisera plus l'intérêt de l'interactivité, que ce soit l'élève ou l'enseignant qui manipulent le TBI.

### Avantages
De nombreux avantages existent aussi bien pour les enseignants que pour les élèves.
Avantages pour les enseignants :
- meilleure présentation de certains contenus théoriques (Littlenton, 2010) ;
- variété des modes d’enseignement et d’apprentissage ; contenus enrichis (Higgins et al. 2007) ;
- moins de temps investi grâce à la mutualisation des ressources (Rudd, 2007) ;
- mise en route rapide ;
- partage inter-classe ;
- administration système rapide :
- favorise les interactions ;
- modifications en temps réel ;
- sauvegardes automatiques, utiles pour reprendre les différents documents ultérieurement si nécessaire.

Avantages pour les élèves :
- suscite de l'intérêt, de la motivation et permet une certaine stimulation ;
- permet d'annoter, de dialoguer et de collaborer ;
- permet une mémorisation visuelle ;
- facilite les travaux de groupes ;
- adapté à la jeune génération ;
- administration du système rapide ;
- interactions, collaboration, espaces d'interactions partagés (Harlow et al. 2010).

### Avantages et inconvénients
| Avantages | Inconvénients |
| - Multimédia : utilisation possible de tous les types de médias (tapuscrits, manuscrits, images fixes, vidéos, musiques, etc.) dans le même document support de cours ; - Adaptation selon l'âge du lecteur ; - Interactivité : on peut déplacer, agrandir-réduire, souligner-surligner, agir directement sur le TNI ; - Possibilité de sauvegarder le travail et le réutiliser (= historique) ; - Le professeur fait face à son auditoire (= gain de temps sur l'écriture du cours + permet d'expliciter le cours) ; - Attractivité pour les nouvelles générations. | - Prix assez élevé ; - Contraintes de disposition (éclairage, distance, etc.) ; - Complexité d'utilisation pour les jeunes élèves ⇒ TNI pas encore très répandu ; - Formation des enseignants coûteuse ; - Demande une grande attention + l’exposition prolongée fatigue vite (lumière bleue dans le cadre des écrans numériques : fatigue des yeux qui peuvent devenir secs, problèmes de vue) ; - Entretien régulier coûteux : certains TNI doivent être régulièrement recalibrés pour éviter un décalage entre la zone ciblée par le stylet et la zone du tableau où il agit. |

## Domaine de l'entreprise
Utilisé dans les entreprises, le TBI permet à un conférencier de présenter des données à un large public et d'interagir sur la présentation en restant debout à côté du tableau. Les logiciels fournis permettent également d'écrire ou de dessiner directement sur l'écran, à l'aide d'un feutre virtuel, du doigt ou d'un stylet. Il trouve des applications en andragogie, lors de formation ou de communication syndicale ou patronale, etc.
Le TBI est également utilisé par certains services départementaux d'incendie et secours (SDIS) pour la gestion d'opérations avec un travail sur carte[réf. souhaitée]. La prise de décision et l'analyse sont facilités par cet outil. De même certaines applications sont utilisées par l'armée pour la formation et la prise de décision en opération (travail sur cartes)[réf. souhaitée].
Des TBI sont embarqués sur des véhicules spécifiques comme celui de l'IRQUA (Institut régional de la qualité agroalimentaire) Poitou-Charentes pour faire participer le public qui vient rencontrer les producteurs du terroir[réf. souhaitée].
Dans le monde de l'entreprise, les tableaux blancs interactifs sont beaucoup plus utilisés au Royaume-Uni qu'en France (en 2008, environ 400 000 TBI utilisés au Royaume-Uni contre moins de 15 000 en France).

## Outils techniques
De nombreuses marques se sont lancées sur le marché du TBI. Beaucoup de modèles de TBI ont vu le jour, ayant chacun des caractéristiques propres.

### Le stylet ou le doigt
Actuellement, la majorité des nouveaux modèles de tableaux numériques peuvent se piloter sans stylet, avec le doigt. Par ailleurs, les derniers systèmes d'exploitation autorisent le « multitouch » : l'utilisateur peut faire pivoter les éléments, agrandir ou réduire la taille du texte ou des images, comme cela peut se faire sur un smartphone.
Lorsqu'il existe, le stylet est très différent selon les modèles de tableau.
Certains d'entre eux utilisent une technologie passive, dépourvue d'électronique. Ils sont par conséquent très résistants. Seule la pointe est à remplacer une fois usée par le frottement sur la surface du tableau.
D'autres modèles utilisent des stylets actifs émettant une lumière infrarouge détectée par un capteur. C'est le cas des systèmes nomades eBeam, Mimio, ou des vidéoprojecteurs interactifs Epson ou 3M.
Les derniers modèles de stylet (Polyvision) embarquent une technologie de pointe. Muni d'une caméra, le stylet détecte une micro-trame imprimée sur un tableau émaillé, invisible à l'œil nu. Ces stylets offrent une grande précision, mais sont très fragiles en cas de chute, et très onéreux (de l'ordre d'une centaine d'euros).

### La surface
La surface est la partie la plus utilisée pour un TBI.
La nature de la surface interactive est directement dépendante du stylet utilisé.
Un constructeur (comme Promethean, Interwrite, Smart) qui optera pour un stylet passif devra équiper la surface de capteurs. Ces surfaces embarquant des éléments techniques peuvent être amenées à subir des pannes (toutefois très rares).
Un constructeur optant pour un stylet actif pourra proposer une surface totalement passive, et parfois même un tableau émaillé garanti à vie (Polyvision).
D'autres constructeurs comme Eyeboard utilisent des technologies infrarouge permettant de se passer de stylets et ainsi écrire uniquement avec le doigt et en multi utilisateurs (2 ou 4).

### Les logiciels pilotes
Les grands constructeurs (Promethean, Interwrite, Eyeboard, Smart, eBeam, Mimio, Hitachi, Ricoh) proposent un logiciel dédié qui intègre de nombreux outils d'annotation. Ce logiciel assimilable à un paperboard numérique, permet d'enregistrer son travail en vue de le modifier ultérieurement.
Ces logiciels constructeurs restent actuellement fermés et il n'existe pas de passerelle pour ouvrir un paperboard provenant d'un logiciel A avec un logiciel B. Les deux premiers constructeurs mondiaux permettent toutefois une compatibilité de fichiers : Smart et Promethean.
Il existe aussi des logiciels pour TBI indépendants de constructeurs ; certains sont même open source, comme Pylote ou OpenBoard, fourche et successeur d'Open-Sankoré.

#### Compatibilité système
Au niveau des systèmes d'exploitation, la plupart des pilotes pour TBI sont disponibles pour Microsoft Windows, Linux et Mac OS X.

#### Compatibilité entre logiciels
Via la fonction Exporter au format CFF, (Common File Format) il est possible dans un grand nombre de logiciels de générer un fichier compatible d'un programme à l'autre. Le fichier créé possède pour suffixe .iwb, lequel est géré par l'IMS (Global Learning Consortium). Il est toutefois souvent nécessaire de devoir effectuer des mises au point concernant la mise en page. Le format CFF/IWB de compatibilité entre les logiciels a été initié par la Becta (en).

##### Classification des logiciels
| Logiciel     | OpenBoard                          | Open-Sankoré                            | WBO           | Pylote       | SMART Board                                        | ActivInspire                          | TeamBoard Draw | EasyTeach          | Mimio                                                 | Interwrite Workspace | StarBoard    |
| ------------ | ---------------------------------- | --------------------------------------- | ------------- | ------------ | -------------------------------------------------- | ------------------------------------- | -------------- | ------------------ | ----------------------------------------------------- | -------------------- | ------------ |
| Compagnie    | SEM                                | DNE                                     | Contributeurs | Pascal Peter | SmartTech                                          | Promethean                            | TeamBoard      | LigthBox Education | Mimio                                                 | eInstruction, Turing | Hitachi      |
| Licence      | Libre                              | Libre                                   | Libre         | Libre        | Propriétaire                                       | Propriétaire                          | Propriétaire   | Propriétaire       | Propriétaire                                          | Propriétaire         | Propriétaire |
| Pays         | Suisse                             | France                                  | France        | France       | Canada                                             | États-Unis                            | N/A            | N/A                | N/A                                                   | N/A                  | Japon        |
| Format natif | .ubz                               | .ubz                                    | .json .svg    | N/A          | .svg .bd                                           | .flipchart                            | .tmb           | .etng              | .ink                                                  | .gwb                 | N/A          |
| Importation  | .ubz .iwb (.pdf .ppt) extraits web | .ubz .iwb (.pdf .ppt .wgt) extraits web | N/A           | N/A          | .notebook .iwb (Smartink : .pdf .doc extraits web) | .flipchart .notebook .iwb .ppt (.pdf) | .tmb .jpg      | .etng .iwb         | .ink .notebook .flipchart .iwb (.pdf .doc blackboard) | .gwb                 | N/A          |
| Exportation  | .ubz .pdf                          | .ubz .pdf .iwb                          | .svg .json    | N/A          | .notebook .iwb                                     | .flipchart .iwb (.pdf .jpg .bmp)      | .tmb           | .etng .iwb         | .ink .iwb                                             | .gwb .iwb            | N/A          |

### Les connectiques
Les tableaux ainsi que le matériel ne sont, pour certains constructeurs, utilisables qu’avec la présence de fils.
Les autres modèles de tableaux sont équipés avec des technologies sans fil, c'est-à-dire qu’il n’y a aucun fil entre l’ordinateur, le tableau, la tablette et le stylet.

### Les pieds

#### Motorisé

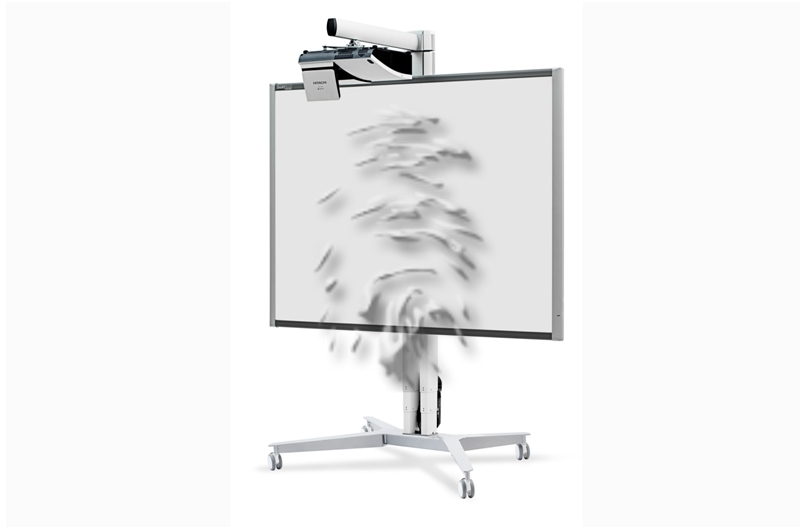
Pied Motorisé

Au niveau des pieds, diverses solutions existent. Une des solutions consiste à choisir un pied motorisé et contrôlé par une télécommande filaire qui porte le tableau et qui, sur la partie du haut, tient le vidéoprojecteur. Dans le cas d'un pied à roulettes, les TBI peuvent être déplacés de pièce en pièce aisément.

#### Stable
Certains TBI sont sur pied fixe muni de crémaillères ou d'un un mécanisme hydraulique pour tenir et ajuster la hauteur du tableau. De plus, il y a aussi les tableaux ne possédant aucun pied, ceux-ci sont accrochés au mur par des vis.

### Logiciels libres
Toutes les solutions de constructeurs proposent des logiciels qui génèrent des formats de fichier propriétaires et non documentés. Cela amène de nombreux problèmes d'inter-opérabilité qui sont difficiles à gérer pour une formation et un support efficace.
Il existe plusieurs solutions :
- utiliser des outils de présentation comme Impress de la suite LibreOffice  et PowerPoint de la suite Office 365 (maintenant Microsoft 365) ;
- choisir un logiciel libre comme OpenBoard, fourche et successeur d'Open-Sankoré, qui propose un format ouvert et utilise également le format inter-opérable des TBI CFF-IWB.

Il est possible d'utiliser des capteurs infra-rouge à prix très raisonnable pour rendre interactif n'importe quel vidéoprojecteur :
- en détournant l'utilisation d'une manette de jeu Wiimote avec un logiciel : attention ce hack n'est pas considéré comme légal dans les conditions d'utilisations du constructeur ;
- en utilisant un boîtier infra-rouge USB ;
- en détournant une webcam transformée en capteur infra-rouge avec un simple driver multi-OS (en cours de finalisation) ; ce sera la solution la moins coûteuse.

### Outils alternatifs ou complémentaires
Pour le travail en groupe de personnes distantes les unes des autres, des tableaux blancs virtuels et d'autres groupwares en ligne existent aussi, gratuits, semi-gratuits ou payants, avec ou sans inscriptions et plus ou moins sécurisés. Ces outils permettent par exemple une écriture, une présentation d'images, vidéos, sons, notes, commentaires, liens, etc., avec ou sans dessins, schémas, arbres heuristiques, etc., faits collaborativement, en ligne et par des acteurs distants les uns des autres.
Ainsi, Lino simule un tableau de liège où chacun peut épingler des notes ou des images ; Ziteboard permet le dessin simple, Wake permet le dessin et le design collaboratif, vectoriel dans le cas de Framavectoriel. Framacalc est un tableur collaboratif. Framabin permet de partager des notes, et Framapic des images ; Noot, Deekit Etherpad ou framapad sont faits pour l'écriture en groupe, Tamashare est plutôt un espace de travail collaboratif, Mindmup ou SketchBoard permettent de créer en ligne et à plusieurs des cartes heuristiques et des diagrammes ; Boards présente sur un tableau des assemblages de petites fiches ; Flask permet de partager et gérer une liste de tâches, etc. Nous pouvons également citer Miro, une plateforme qui consiste à prendre des notes en collaboration avec d'autres personnes sous forme de post-its.
Certains sont facilement accessibles d'une tablette ou d'un ordinateur et disposent de fonctions d'export du tableau, mais tous nécessitent une bonne connexion internet et les utilisateurs doivent vérifier combien de temps le travail est conservé.